# Rulle Bohman
Robert "Rulle" Gottfrid Bohman, född Nordahl den 23 november 1888 i Haga församling, Göteborg, död den 1 december 1933 i Stockholm, var en svensk komiker och skådespelare.
Bohman arbetade huvudsakligen som revyskådespelare. Han engagerades av Axel Engdahl och bildade där tillsammans med Ludde Gentzel komikerparet Ludde & Rulle. Han medverkade också i revyer hos Karl Gerhard och Ernst Rolf. Rulle fick också en hel revy uppkallad efter sig, Rulle Bohmans vinst 1918. Han är begravd på Skogskyrkogården i Stockholm.

## Filmografi
- 1915 – I kronans kläder
- 1918 – Storstadsfaror
- 1923 – Boman på utställningen
- 1931 – Skepp ohoj!
- 1931 – Brokiga Blad
- 1932 – Vi som går köksvägen
- 1933 – Lördagskvällar
- 1933 – Hemslavinnor

## Teater

### Roller
| År   | Roll             | Produktion                                         | Regi         | Teater                        |
| ---- | ---------------- | -------------------------------------------------- | ------------ | ----------------------------- |
| 1921 | Medverkande      | Tittskåpet, revy Axel Engdahl                      | Axel Engdahl | Axel Engdahls sällskap        |
| 1932 | Medverkande      | Här va' de'!, revy Gösta Stevens och Kar de Mumma  | Björn Hodell | Södra Teatern                 |
| 1932 |                  | Vi som går köksvägen Gösta Stevens                 | Nils Lundell | Södra Teatern                 |
| 1933 | Medverkande      | Ett leende år, revy Gösta Stevens och Kar de Mumma | Björn Hodell | Södra Teatern                 |
| 1933 | Teofil, botanist | Frans Fransson och son Ernst Berge                 | Thor Modéen  | Vanadislundens friluftsteater |

### Fotnoter
1. ↑  ”Robert "Rulle" Bohman - SFdb”. https://www.svenskfilmdatabas.se/sv/item/?type=person&itemid=57757. Läst 18 januari 2022.
2. ↑  SvenskaGravar
3. ↑  ”Tidningsnotis”. Dagens Nyheter:  s. 8. 25 april 1921. http://arkivet.dn.se/arkivet/tidning/1921-04-25/109/8. Läst 28 maj 2016.
4. ↑  M.I. (2 januari 1932). ”Nyårsrevyerna: 'Här va' de'!' på Södra teatern”. Dagens Nyheter. http://arkivet.dn.se/arkivet/tidning/1932-01-02/1/9. Läst 27 augusti 2015.
5. ↑  ”Teater Musik Film: Södrans start”. Dagens Nyheter:  s. 10. 24 september 1932. http://arkivet.dn.se/arkivet/tidning/1932-09-24/260/10. Läst 7 januari 2016.
6. ↑  Erik Nyblom (2 januari 1933). ”Söndagens revypremiärer”. Dagens Nyheter:  s. 6. http://arkivet.dn.se/arkivet/tidning/1933-01-02/1/6. Läst 4 januari 2016.
7. ↑  ”Sommarpremiär i Vanadislunden”. Dagens Nyheter:  s. 10. 10 juni 1933. http://arkivet.dn.se/arkivet/tidning/1933-06-10/154/10. Läst 4 januari 2016.